# Meopsis setifolia
Meopsis setifolia är en flockblommig växtart som beskrevs av Koso-pol. Meopsis setifolia ingår i släktet Meopsis och familjen flockblommiga växter. Inga underarter finns listade i Catalogue of Life.